# Андрејана Дворнић
Андрејана Дворнић (Книн, 1972) српска је књижевница и професорка. Завршила је Економски факултет Универзитета у Београду. Пише поезију и прозу. Први пут је своју поезију објавила у књизи „У име светлости” 1995. године, као члан Књижевног клуба „Никола Тесла”. Објавила је четири романа. Ради као професор у Првој економској школи у Београду. Чланица је Савеза књижевника у отаџбини и расејању и Удружења књижевника Србије. Роман „Пчеле и шипражје” је ушао у шири избор за књижевну награду „Београдски победник” за 2021. годину. Добитница је награда на међународном конкурсу „Реч у времену” 2021. године у категорији кратке приче, док је 2022. године освојила прву награду у категорији за поезију за песму „Мајци” и трећу награду у категорији кратке приче.

## Дела
- „Боје калеидоскопа” (2012)[5]
- „Људи од воде” (2014)[6]
- „Луткар” (2018)[7]
- „Пчеле и шипражје” (2021)[8]